# Малофєєв Павло Родіонович
Павло Родіонович Малофєєв (31 грудня 1910, село Новоспаське, Єльнінський повіт, Смоленська губернія, Російська імперія (тепер Єльнінський район, Смоленська область, Російська Федерація) — 29 жовтня 1983, місто Свердловськ, Російська Федерація) — радянський діяч, директор Уралмашзаводу імені Серго Орджонікідзе Міністерства важкого, транспортного та енергетичного машинобудування СРСР міста Свердловська (Єкатеринбурга). Кандидат у члени ЦК КПРС у 1966—1971 роках. Депутат Верховної Ради РРФСР 7-го скликання. Герой Соціалістичної Праці (9.07.1966).

## Життєпис
Народився в родині робітника. У 1927 році закінчив Єльнінську дев'ятирічну школу.
У 1928 році переїхав в місто Рикове (тепер Єнакієве Донецької області), де працював кайловщиком металургійного заводу.
У 1929—1932 роках — чорнороб, арматурник, розмітник Уральського заводу важкого машинобудування (Уралмашзаводу) імені Серго Орджонікідзе міста Свердловська.
Член ВКП(б) з 1932 року.
У 1932—1934 роках — у Червоній армії.
У 1934—1940 роках — токар, плановик, майстер, завідувач технологічного бюро ремонтно-механічного цеху Уралмашзаводу імені Серго Орджонікідзе міста Свердловська.
У 1940—1941 роках без відриву від виробництва навчався в Свердловському машинобудівному технікумі.
У 1941—1945 роках — старший майстер, заступник начальника цеху № 30, начальник ремонтно-технічного цеху № 80, в 1945—1955 роках — головний механік Уралмашзаводу імені Серго Орджонікідзе міста Свердловська.
У 1952 році без відриву від виробництва закінчив вечірнє відділення Уральського політехнічного інституту імені Кірова.
У квітні 1955 — листопаді 1958 року — начальник виробництва, в листопаді 1958 — червні 1963 року — головний інженер Уралмашзаводу імені Серго Орджонікідзе міста Свердловська.
У червні 1963 — квітні 1970 року — директор Уральського заводу важкого машинобудування (Уралмашзаводу) імені Серго Орджонікідзе міста Свердловська. Його наступником був М.І.Рижков
Указом Президії Верховної Ради СРСР від 9 липня 1966 року за видатні заслуги у виконанні завдань семирічного плану і досягнення високих техніко-економічних показників в роботі Малофєєву Павлу Родіоновичу присвоєно звання Героя Соціалістичної Праці з врученням ордена Леніна і золотої медалі «Серп і Молот».
З квітня 1970 року — персональний пенсіонер союзного значення в місті Свердловську.
У 1972—1983 роках працював старшим інженером у Науково-дослідному інституті важкого машинобудування, який входив до виробничого об'єднання «Уралмаш».
Помер 29 жовтня 1983 року. Похований на Північному цвинтарі міста Свердловська (Єкатеринбурга).

## Нагороди і звання
- Герой Соціалістичної Праці (9.07.1966)
- два ордени Леніна (5.08.1944, 9.07.1966)
- орден Вітчизняної війни ІІ ст. (16.09.1945)
- орден Трудового Червоного Прапора (17.10.1960)
- орден Червоної Зірки (20.01.1943)
- медаль «За трудову доблесть» (5.06.1942)
- медаль «За доблесну працю у Великій Вітчизняній війні 1941—1945 рр.» (1946)
- медаль «За освоєння цілинних земель» (1957)
- три золоті медалі ВДНГ СРСР
- медалі
- Почесний громадянин міста Єльні Смоленської області